# Bothrogonia diana
Bothrogonia diana är en insektsart som beskrevs av Kuoh 1986. Bothrogonia diana ingår i släktet Bothrogonia och familjen dvärgstritar. Inga underarter finns listade i Catalogue of Life.